# Porstjärnen, Ångermanland
Porstjärnen är en sjö i Nordmalings kommun i Ångermanland och ingår i Hörnåns huvudavrinningsområde.